# 马冠三
马冠三（1913年—1991年），男，山东寿光人，中华人民共和国军事人物，中国人民解放军少将。曾获二级独立自由勋章、一级解放勋章。